# Ibelin Bariszan
Ibelin Bariszan (megh. 1150) a jeruzsálemi keresztény királyság jelentős alakja, az Ibelin nemzetség alapítója. Nevét hol Bariszannak, hol Baliannak írták, de mivel utóbbiként összetéveszthető Balian nevű fiával, gyakran használták az Idősb Balian, Öreg Balian (Barisan-le-Vieux) és I. Balian megjelöléseket is. 1138-tól Ramla ura, így közvetlenül a jeruzsálemi király hűbérese.

## Életútja
Származása bizonytalan. Az Ibelin nemzetség később azt állította, hogy Chartres vikomtjaitól erednek, de Peter Edbury szerint inkább észak-itáliaiak lehettek. Jonathan Riley-Smith ugyanakkor elképzelhetőnek tartja a chartres-i kapcsolatot, eszerint Bariszan Le Puiset-i Hugónak, Jaffa grófjának öccse lett volna, ez esetben pedig a II. Balduin személyében szentföldi uralkodót adó Montlhéry családnak is rokona.
Mindenesetre semmi biztosat nem tudunk róla 1115-ig, amikor a feljegyzések szerint már Jaffa várkapitánya avagy főhadparancsnoka Le Puiset-i Hugó alatt. 1120-ban részt vett a királyság első törvényeit meghozó nábluszi tanácskozáson, lehetséges, hogy az új jaffai gróf, a kiskorú II. Hugó képviseletében. Ugyanebben az évben, vagy nem sokkal később szolgálata jutalmául elnyerte Ramla ura, I. Balduin unokahúgának, Helvisnek a kezét. 1134-ben, amikor II. Hugó fellázadt Fulkó jeruzsálemi király ellen, Bariszan ura ellen fordulva a király pártjára állt, és fontos helye lett az udvarban. Talán hűsége jutalmaként kapta meg 1141-ben az újonnan épített Ibelin várát, amelyről a nemzetség a nevét vette. Ibelin Ramlához közel, a Jaffai Grófság területén állt, Jaffa városa és a fátimida Egyiptom birtokában levő Askalon között.
1148-ban Bariszan felesége, Helvis révén megörökölte Ramla uradalmat. Ebben az évben részt vett azon az akkói tanácskozáson is, ahol a második keresztes hadjárat vezetői eldöntötték, hogy Damaszkusz ellen indulnak. Bariszan 1150-ben meghalt, Ibelin vára legidősebb fiára, Hugóra szállt, özvegye, Helvis pedig hozzáment Hierges-i Manasszéhoz, a királyság főhadparancsnokához.
Bariszannak öt gyermeke született Ramlai Helvistől:
- Ibelin Hugó, Ramla ura
- Ibelin Balduin, Mirabel és Ramla ura
- Ibelin Balian, Náblusz ura
- Ibelin Ermengarde, Tibériás úrnője, később hozzáment I. Bures-i Vilmoshoz, Galilea fejedelméhez
- Ibelin Stefánia (1167 után meghalt)

## Fordítás
- Ez a szócikk részben vagy egészben  a   Barisan of Ibelin című angol Wikipédia-szócikk ezen változatának fordításán alapul.  Az eredeti cikk szerkesztőit annak laptörténete sorolja fel. Ez a jelzés csupán a megfogalmazás eredetét és a szerzői jogokat jelzi, nem szolgál a cikkben szereplő információk forrásmegjelöléseként.